# Medborgarpartiet (Vänersborg)
Medborgarpartiet (MBP) är ett lokalt politiskt parti i Vänersborgs kommun. Sedan valet 2010 är partiet representerat i kommunfullmäktige, ursprungligen under namnet Välfärdspartiet (VfP).

## Historik
Partiet bildades hösten 2005 under namnet Välfärdspartiet (VfP) av en grupp människor med bakgrund i Sjukvårdspartiet - Västra Götaland. Till partiledare valdes polisen Morgan Larsson.
Viktiga frågor för partiet är välfärd, barnomsorg, skola, samlingsplatser och verksamheter för ungdomar, arbete, sjukvård, pensioner, äldreboenden, trygghet på gator och torg, miljö och djurrättsfrågor.
I november 2017 beslutade partiet att byta namn från Välfärdspartiet till Medborgarpartiet (MBP). Enligt partiet för att "bredda politiken".

### Valet 2006
Partiet ställde 2006 upp i valet till regionfullmäktige och till kommunfullmäktige i Bengtsfors och Vänersborgs kommuner. I landstingsvalet 2006 i Västra Götalands län fick VfP totalt 1 992 röster (0,22 %) och blev utan representation i regionfullmäktige.
I kommunvalet i Vänersborg fick VfP 2,19 % (495 röster) och misslyckades med att ta sig in i kommunfullmäktige.
I Bengtsfors erövrade partiet 2,48% av rösterna (151 stycken) och ett mandat i kommunfullmäktige.
Efter valet tog först en borgerlig allians makten i Bengtsfors, men så småningom kom VfP att göra upp med Centerpartiet, Socialdemokraterna och Folkpartiet om att gemensamt styra kommunen under namnet "Samverkan Bengtsfors". Samarbetet sprack i april 2009 då Välfärdspartiet lämnade Samverkan Bengtsfors sedan övriga samverkanspartier röstat för en nedläggning av skolorna i Billingsfors och Skåpafors.
Vårdbiträdet Kerstin Larsson var den som toppat valsedeln och också fått flest kryss i valet. Men hon kom senare att, av personliga skäl, avsäga sig sitt uppdrag som fullmäktigeledamot. Sedan de följande fyra namnen på listan också frånsade sig uppdraget kom sjättenamnet Marianne Frid från Dals Långed, 2008 att ta hennes plats i kommunfullmäktige.
Sedan Frid flyttat från kommunen och alla övriga på den tolv namn långa valsedeln, avsagt sig uppdraget kom partiets plats i kommunfullmäktige så småningom att stå tom.

### Valet 2010
I valet 2010 ställde partiet enbart upp i kommunvalet i Vänersborg men fick ändå viss uppmärksamhet i riksmedia sedan Lars Ohly under politikerveckan i Almedalen lanserat Vänsterpartiet under namnet "Välfärdspartiet", något som fick VfP:s partiledare Morgan Larsson att reagera starkt.
VfP krävde att S Anders Larsson omedelbart skulle avsättas som näringslivschef i Vänersborg,med hänvisning till hur denne hanterat bygget av Arena Vänersborg.
VfP fick denna gång 5,11 % (1 203 röster) och två mandat i kommunfullmäktige, som tillföll Åsa-Katarina Liewendahl (vald i västra valkretsen) och Morgan Larsson (personvald i östra valkretsen).
Genom valteknisk samverkan med Miljöpartiet och Vänsterpartiet blev partiet representerat i de flesta tunga nämnder och styrelser i kommunen, bland annat i kommunstyrelsen där Morgan Larsson var ersättare.

## Valresultat

### Bengtsfors kommun
| År   | Röster | %    | Mandat  |
| ---- | ------ | ---- | ------- |
| 2006 | 151    | 2,48 | 1 av 35 |

### Vänersborgs kommun
| År   | Röster | %    | Mandat  |
| ---- | ------ | ---- | ------- |
| 2006 | 495    | 2,19 | 0 av 51 |
| 2010 | 1 203  | 5,11 | 2 av 51 |
| 2014 | 860    | 3,52 | 2 av 51 |
| 2018 | 893    | 3,52 | 2 av 51 |
| 2022 | 1 263  | 5,0  | 3 av 51 |

### Västra Götalands läns landsting
| År   | Röster | %    | Mandat   |
| ---- | ------ | ---- | -------- |
| 2006 | 1 992  | 0,22 | 0 av 149 |